# 萊克頓鎮區 (密歇根州)
萊克頓鎮區（英語：Laketon Township）是位於美國密歇根州馬斯基根縣的一個行政鎮區。

## 地方資料
萊克頓鎮區的面積為48.60平方千米，當中陸地面積為45.20平方千米，而水域面積為3.40平方千米。根據2020年美國人口普查的數據，當地共有人口7626人，而人口密度為每平方千米156.91人。